# Heope
Heope è una glossa contenuta nel glossario di Harley 3376, il suo significato rimanda alla rosa bottonària, nota anche con il termine scientifico Globularia Vulgaris in questo glossario lemmi in latino e inglese antico

## Analisi Linguistica
Il termine "Heope" è attestato in HlGl (Oliphant) 38.448 in associazione con buturunus, successivamente compare in AntGl (Kindschi) 107.13 r in DurGl 58 con una variazione grafica interna al lemma, che associa ad heope la parola buturnus.
Pare che il lemma derivi dalla radice indoeuropea "Keub" (=spina), che rimanda al frutto della rosa buttunaria o butonica: un achenio spinoso.
Volendo ricercare un valore semantico più ampio, è possibile risalire al morfema radicale anglofrancese butun-s, a sua volta latinizzato porta a bottonem, che indicherebbe, invece, un bocciolo o una gemma, qualcosa di minuto, delicato come il fiore citato.